# Ladzany
Ladzany este o comună slovacă, aflată în districtul Krupina din regiunea Banská Bystrica. Localitatea se află la altitudinea de 216 m deasupra n.m., se întinde pe o suprafață de 26,52 km2 și în 2017 număra 281 de locuitori.

## Istoric
Localitatea Ladzany este atestată documentar din 1233.

## Demografie
| An:                | 1994 | 2004   | 2014   | 2024    |
| ------------------ | ---- | ------ | ------ | ------- |
| Număr de persoane: | 298  | 299    | 302    | 254     |
| Diferență:         |      | +0,33% | +1,00% | −15,89% |

| An:                | 2023 | 2024   |
| ------------------ | ---- | ------ |
| Număr de persoane: | 253  | 254    |
| Diferență:         |      | +0,39% |